# Midori (banda)
Midori (ミドリ) foi uma banda composta por quatro integrantes formada no ano de 2003 em Osaka, Japão com Mariko no vocais, Yoshitaka na bateria, Keigo Iwami no baixo, e Hajime no teclado. A dissolução da banda foi anunciada publicamente pela vocalista Mariko Gotō em 25 de dezembro de 2010, com seu último show sendo intitulado "Sayonara, Gotō-san" e apresentado em 28 de dezembro.
Eles lançaram quatro álbuns ao longo da carreira - os dois primeiros foram lançados pela GYUUNE CASSETTE e os dois últimos pela Sony Japão.

## História
Os membros de Midori se conheceram pela primeira vez quando eram membros de bandas diferentes. Mariko Goto e Yoshifumi Kuwano eram membros da banda Usagi. Ambos eram amigos dos membros de uma banda em Osaka chamada Teromeya. Os dois tinham interesse em tocar com o baterista da banda Teromeya, Kozen Yoshitaka. Pouco tempo depois os três se reuniram quando ambas as bandas se dissolveram.
Em julho de 2003, Midori foi formada. Na época a banda tocavam covers no estilo musical Kayokyoku. Não demorou muito até Kuwano Yoshifumi deixar o grupo, deixando a banda como um duo por um tempo. Antes do fim do ano, a duo conseguiu recrutar mais quatro membros: Hiroshi Satoshi (engenheiro de som e noise), Yano (dançarina), Io Ryota (guitarrista), e um membro não nomeado. Esta line-up durou por um bom tempo permitindo que a banda gravasse sua primeira fita demo, ファースト (Primeiro). Em outubro de 2004 todos os novos integrantes haviam saído com a exceção de Hiroshi Satoshi. Logo após, a banda conseguiu um novo membro: o tecladista e pianista Hajime. Com esta line-up a banda gravou sua segunda e última demo, セカンド (Segundo).
Após lançarem sua última demo em 2005, a banda conseguiu um contrato com uma pequena gravadora chamada GYUUNE CASSETTE. Logo após assinarem, Hiroshi Satoshi saiu da banda e Tsurugi Jujin entrou. Tsurugi incluiu uma qualidade única ao som da banda com seu contrabaixo vertical elétrico. Em 25 de novembro de 2005, Midori lançou seu primeiro álbum de estúdio, ファースト♥ (Primeiro♥). Durante as gravações do álbum seguinte, Tsurugi deixou o grupo. O antigo membro, Kuwano Yoshifumi retorna como membro de suporte para tocar em performances ao vivo.
Em 2007, a banda realizou várias atividades. Eles começaram o ano lançando seu segundo álbum, セカンド♥ (Segundo♥). Não demorou muito até a Sony Music Japão ir atrás da banda. Midori aceita a proposta de ir para uma gravadora grande e assinam com a Sony. A banda encerra o ano lançando seu terceiro projeto, desta vez um EP, intitulado 清水 (Água da nascente) e começa o seguinte incluindo Iwami Keigo (baixista) à line-up. Em maio de 2008 eles lançam seu terceiro álbum, あらためまして、はじめまして、ミドリです。 (Olá pessoal. Prazer em conhecê-los. Nós somos Midori.), seguido de um primeiro álbum ao vivo, ライブ!! (Ao vivo!!) in novembro.
Em 2009, a banda lança um single com um de seus ídolos, Takuya da banda Judy and Mary. Goto conheceu Takuya em uma festa que ele estava dando, e concordou em trabalhar com Midori. Takuya trabalhou com eles no primeiro single da banda, swing. A banda também gravou um cover da música " Music Fighter" de Judy and Mary para o álbum tributo JUDY AND MARY 15th Anniversary Tribute Album. Ambos foram lançados no mesmo dia. Em outono, Midori trabalho com o grupo Melon Kinenbi da Hello! Project. A banda compôs e arranjou a música enquanto Goto escrevia as letras para "sweet suicide summer story", no qual mais tarde viria entrar no álbum MELON'S NOT DEAD.
Em 2010, Midori lança seu último álbum de estúdio, shinsekai. Foi o álbum da banda que chegou mais alto na Oricon charts, atingindo a 17ª posição. Em 25 de dezembro, Mariko Goto anuncia publicamente que a banda iria se dissolver, que o último show seria intitulado Sayonara, Goto-San e que tal performance ocorreria em 28 de dezembro de 2010.

## Integrantes
- Mariko Gotō (後藤まりこ) - Guitarra/Vocal
- Hajime (ハジメ) - Teclado/Piano
- Yoshitaka Kozeni (小銭喜剛) - Bateria
- Keigo Iwami (岩見のとっつあん) - Baixo (Inicialmente era um membro de suporte)[2][3]

### Ex-integrantes[3]
- Kuwano Yoshifumi (桑野嘉文) (Baixo; 2003)
- Hiroshi Satoshi (博智) (Engenheiro de som e noise; 2003-2005)
- Masatoshi Yano (矢野雅俊) (Dançarina; 2003-2004)
- Io Ryota (井尾良太) (Guitarra; 2003-2004)
- Tsurugi Jujin (劔樹人) (Baixo; 2005-2006)

## Discografia

### Álbuns[2]
- ファースト♥ (Primeiro♥) (25 de novembro de 2005) [CPAR-2004]
- セカンド♥ (Segundo) (4 de abril de 2007) [XQBU-1001]
- あらためまして、はじめまして、ミドリです。(Olá pessoal. Prazer em conhecê-los. Nós somos Midori.) (14 de maio de 2008) [AICL-1919]
- shinsekai (19 de maio de 2010) [AICL-2122]

### EPs
- ファースト (Primeiro) (2003) [Independente, MI-001]
- セカンド (Segundo) (2005) [XQBU-1001]
- 清水 (Água da nascente) (21 de novembro de 2007) [AICL 1899-1900]
- ライヴ!! (Ao vivo!!) (15 de novembro de 2008) [AICL-1969]

### DVDs
- 初体験 (Primeira Experiência) (7 de outubro de 2009; gravado em 6 de junho de 2009) [AIBL-9179]
- さよなら、後藤さん。 (Adeus, Gotō-san) (6 de abril de  2011; gravado em 30 de dezembro 2010) [AIBL-9213] (Edição limitada: [AIBL-9211])

### Singles
- Swing (18 de março de 2009) [AICL-2003] (Edição com DVD: [AICL-2004])
- メロン記念日 × ミドリ (Melon Kinenbi x Midori): Sweet Suicide Summer Story (12 de agosto de 2009) [TGCS-5713]